# Uma História de Futebol
Uma História de Futebol ist ein brasilianischer Kurzfilm aus dem Jahr 1998 mit José Rubens Chachá und Antônio Fagundes in den Hauptrollen. Er handelt von der fiktiven Erzählung eines Freundes aus gemeinsamen Kindheitstagen in der Stadt Bauru über die frühen Jahre des späteren Fußballweltstars Pelé. Das Drehbuch basiert auf dem gleichnamigen Kinderbuch von José Roberto Torero.

## Handlung
Die Kinderfußballmannschaft Sete de Setembro (dt. Siebter September) aus der Stadt Bauru lebt in Erwartung eines bevorstehenden Endspiels um die Taça Júlio Ramalho gegen die Mannschaft von Barão da Noroeste. Die große Hoffnung des Trainers Landão ist der Spieler Dico (der Kindheitsspitzname von Pelé). Die Geschichte wird von Zuza erzählt, der ein Mannschaftskamerad von Dico und außerdem dessen bester Freund ist. 

## Sonstiges
Es ist der erste und bisher einzige brasilianische Film, der in der Kategorie „Kurzfilm“ (Live Action) für den Oscar nominiert wurde.